# Endomysium

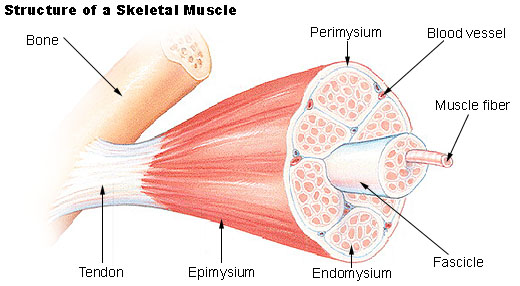
Struktura svalu

Endomysium se nachází na povrchu svalových vláken a spolu s perimysiem a epimysiem představuje jednu z vazivových vrstev ve svalovině. Úlohou zdejší vazivové tkáně je mechanický přenos sil, které jsou tvořeny kontrahujícími se svalovými vlákny. Jednotlivá svalová vlákna často nedosahují od jednoho konce svalu k druhému. Síla je pak přenášena obklopujícím vazivem.

## Struktura
Endomysium je tenká, jemná vrstva pojivové tkáně, která obklopuje jednotlivá svalová vlákna uvnitř těla. Skládá se z retikulárních vláken, které jsou tvořeny z kolagenu. Nachází se zde kapiláry, které, když je potřeba, pomáhají tělu odstranit přebytečné teplo. Obsahuje také nervy a lymfatické uzliny, které jsou součástí imunitního systému. Endomysium je důležité pro výměnu metabolitů mezi svalovým vláknem a kapilárami a pro tok iontů během excitace. Endomysium překrývá sarkolemu – buněčnou membránu svalových buněk.